# Friedrich Bieber
Friedrich Julius Bieber (Viena, 24 de febrero de 1873 - ib, 3 de marzo de 1924) fue un investigador, explorador y antropólogo austríaco.

## Biografía
Fue el mayor de cinco hijos de un empleado de banca que murió joven. Un libro sobre los viajes de Gerhard Rohlfs y Verney Cameron, que recibió como regalo cuando tenía ocho años, despertó su interés por África. No recibió una educación superior, pues tras la muerte de su padre trabajó como aprendizaje de zapatero y más tarde como librero.
En 1890, Bieber emprendió un viaje a Trieste y Rijeka, y un año más tarde viajó a Constantinopla. Se convirtió en un experto sobre Etiopía, país sobre el que dio conferencias públicas a partir de 1891. 
En 1892, junto con los oficiales retirados Alexander Varges y Albert Ragg, llegó a la Eritrea italiana pero las autoridades italianas les impidieron continuar su viaje hasta Sudán, donde querían llegar para liberar al austríaco al servicio de Egipto Rudolf Carl von Slatin (conocido como Slatin Pasha) del cautiverio de Muhammad Ahmadi.  
En 1893, Bieber encontró empleo en el Ministerio Imperial y Real de Comercio como periodista en el servicio de estadística. 

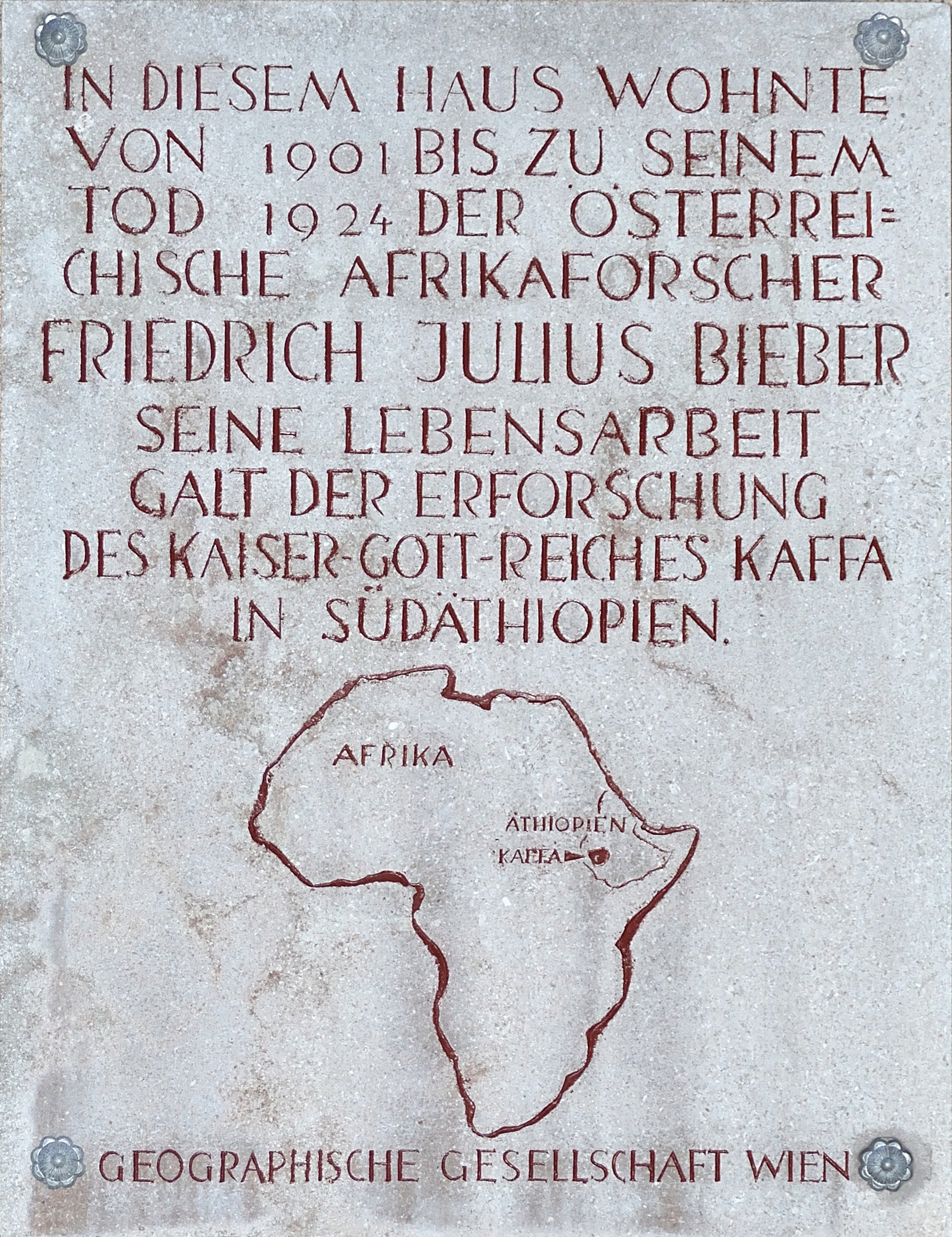
Placa conmemorativa en su casa de Viena

A principios de 1904, formó parte de una delegación comercial austriaca a la corte imperial etíope en Addis Abeba. Este viaje sirvió como preparación para la misión imperial a Etiopía de 1905, dirigida por Ludwig von Höhnel, nuevamente con Bieber como especialista en estudios regionales y traductor del amárico. La misión consiguió la firma de un tratado comercial y de amistad entre Etiopía y Austria-Hungría. Bieber no regresó inmediatamente a Austria, sino que viajó con Alphons von Mylius al suroeste de Etiopía y recopiló material sobre el antiguo reino de Kaffa, que Etiopía se había anexado en 1897.  
De regreso a Austria en 1907, sirvió como jefe de delegación e intérprete de una misión comercial etíope que visitaba el país. En 1909, viajó nuevamente a Etiopía con el industrial Emil Pick y llegó hasta el Nilo Blanco.
Bieber recibió la Orden de la Estrella de Etiopía del emperador Menelik II y fue nombrado coronel del ejército etíope.
Tras su regreso de África, Bieber desarrolló una intensa actividad de publicación científica. Su obra en dos volúmenes sobre el reino de Kaffa se considera una obra de referencia: Kaffa. Ein altkuschitisches Volkstum in Innerafrika. Nachrichten über Land und Volk, Brauch und Sitte der Kaffitscho oder Gonga und das Kaiserreich Kaffa [Kaffa. Un antiguo pueblo cusita del interior de África. Noticias sobre el país y la gente, costumbres y tradiciones de los Kaffitscho o Gonga y el Imperio de Kaffa]. La mayor parte de sus colecciones etnográficas se pueden encontrar actualmente en el Museo de Etnología de Viena.